# Clase Königsberg (1905)
La clase Königsberg de cruceros ligeros fue una clase de este tipo de buques militares producido por la Marina Imperial alemana tras conseguir la vanguardia de este tipo de navíos en la década anterior. Los buques clase Königsberg supusieron una mejora de su clase precedente, la Bremen, siendo ligeramente más grandes y rápidos, aunque su armamento era idéntico.

## Historia
La apuesta del kaiser Guillermo II y su Großadmiral (Gran Almirante) Alfred von Tirpitz por crear una armada capaz de competir con la Marina Real británica, encuadrada esta política como parte de la Weltpolitik como modo de la proyección de poder alemán en el Mundo, llevaron a la firma de las Leyes Navales alemanas. La primera de ellas, la ley naval de 1898, autorizó la construcción de 30 cruceros ligeros para 1904. Las clases Gazelle y Bremen completaron los primeros 17 cruceros encargados. En diciembre de 1904, el diseño del futuro Königsberg, primer buque de la nueva clase, ya preveía mejoras comparativas con las clases anteriores. Además, las noticias de los combates navales durante la guerra ruso-japonesa (ya se habían dado los ataques a Port Arthur y la batalla del mar Amarillo) fueron tenidos muy en cuenta por von Tirpitz para posibles mejoras de los buques germanos.

## Construcción
Los primeros tres barcos de la clase fueron construidos por astilleros gubernamentales. El Königsberg fue puesto en quilla en el Astillero Imperial de Kiel en 1905, botado el 12 de diciembre de 1905 y entró en servicio en la Armada alemana el 6 de abril de 1907. El Nürnberg también fue puesto en quilla en el Astillero Imperial de Kiel en 1906. Su botadura se produjo el 28 de agosto de 1906 y fue asignado el 10 de abril de 1908. El Stuttgart fue construido por el Astillero Imperial de Danzig. Fue puesto en quilla en 1905, botado el 22 de septiembre de 1906 y puesto en servicio el 1 de febrero de 1908. El Stettin fue el único barco de esta clase construido por una empresa de construcción naval privada, por AG Vulcan en la ciudad del mismo nombre. Fue puesto en quilla en 1906, botado el 7 de marzo de 1907 y puesto en servicio apenas siete meses después, el 29 de octubre de 1907.

## Buques de la clase
| Nombre     | Astillero                | Iniciado               | Botadura                 | Entrada en servicio     | Destino |
| ---------- | ------------------------ | ---------------------- | ------------------------ | ----------------------- | --- |
| Königsberg | Kaiserliche Werft Kiel   | 12 de enero de 1905    | 12 de diciembre de 1905  | 6 de abril de 1907      | Dañado totalmente el 11 de julio de 1915 por monitores británicos en el río Rufiji (África Oriental Alemana). |
| Nürnberg   | Kaiserliche Werft Kiel   | 16 de enero de 1906    | 28 de abril de 1906      | 14 de noviembre de 1907 | Hundido por el HMS Kent en la batalla de las Malvinas del 8 de diciembre de 1914. |
| Stuttgart  | Kaiserliche Werft Danzig | 1 de noviembre de 1905 | 22 de septiembre de 1906 | 1 de febrero de 1908    | Dado de baja de la armada alemana el 17 de diciembre de 1918. Borrado del registro naval el 5 de noviembre de 1919 y cedido a Reino Unido como trofeo de guerra el 20 de julio de 1920. En octubre de 1920 fue vendido para desguace, lo que se llevó a cabo en 1922. |
| Stettin    | AG Vulcan Stettin        | 1906                   | 7 de marzo de 1907       | 29 de octubre de 1907   | Dado de baja el 19 de diciembre de 1918. Borrado del registro naval el 5 de noviembre de 1919. Cedido a Reino Unido como trofeo de guerra el 15 de septiembre de 1920. Vendido para su desguace en Copenhague en 1922, llevado a efecto en 1923.                      |

## Galería de imágenes

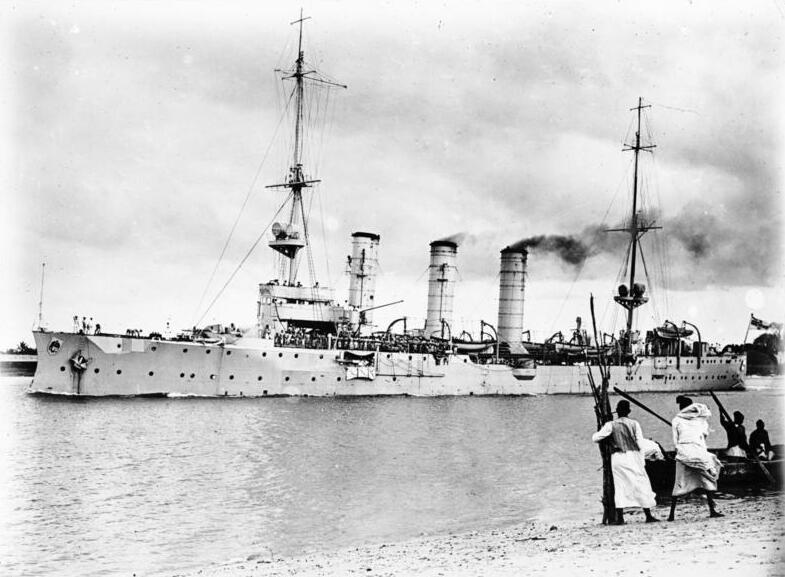
El Königsberg en Dar es-Salam (África Oriental Alemana) en julio de 1914.
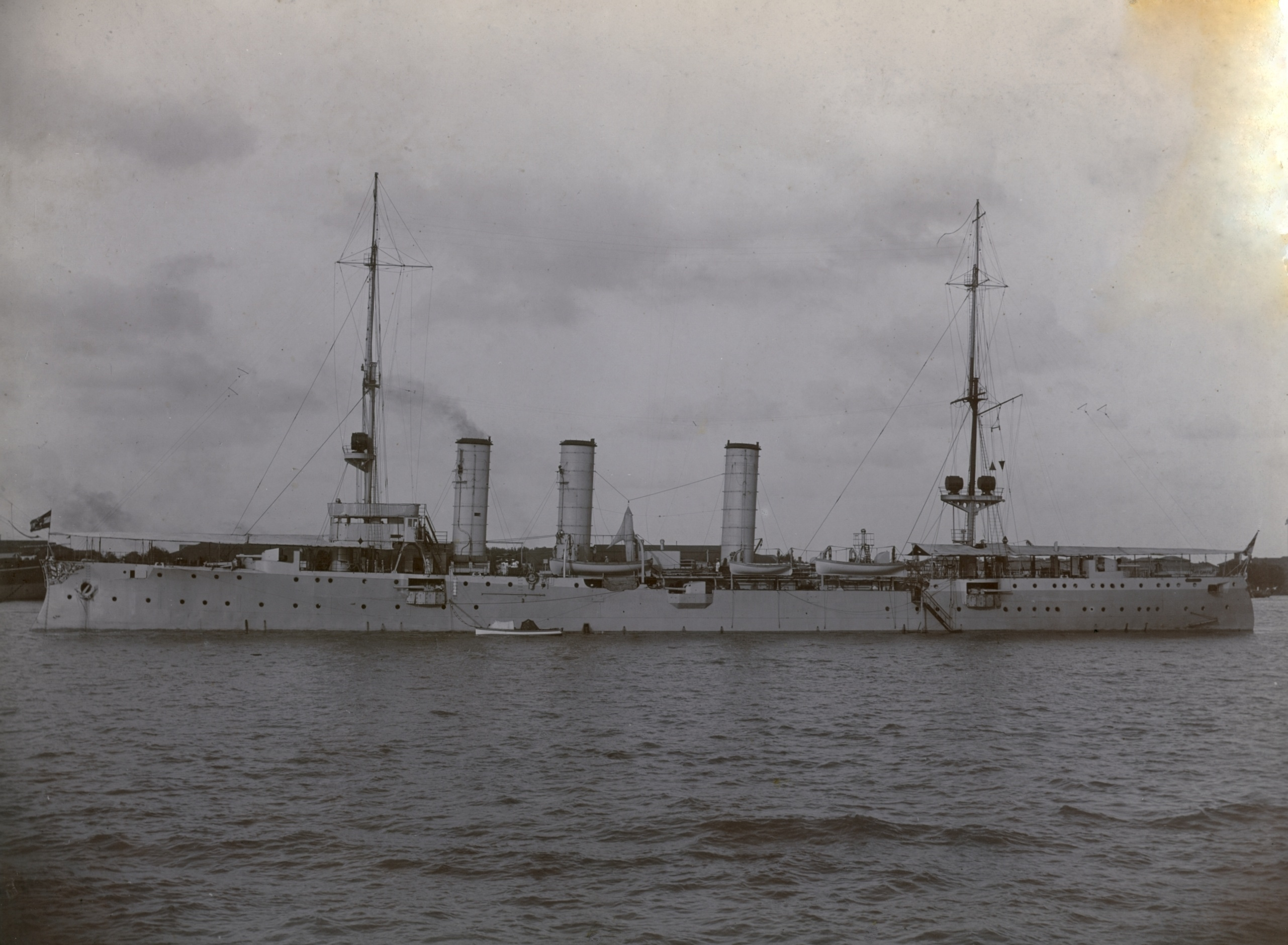
El Nürnberg en la costa de Mazatlán (México) en el otoño de 1914.
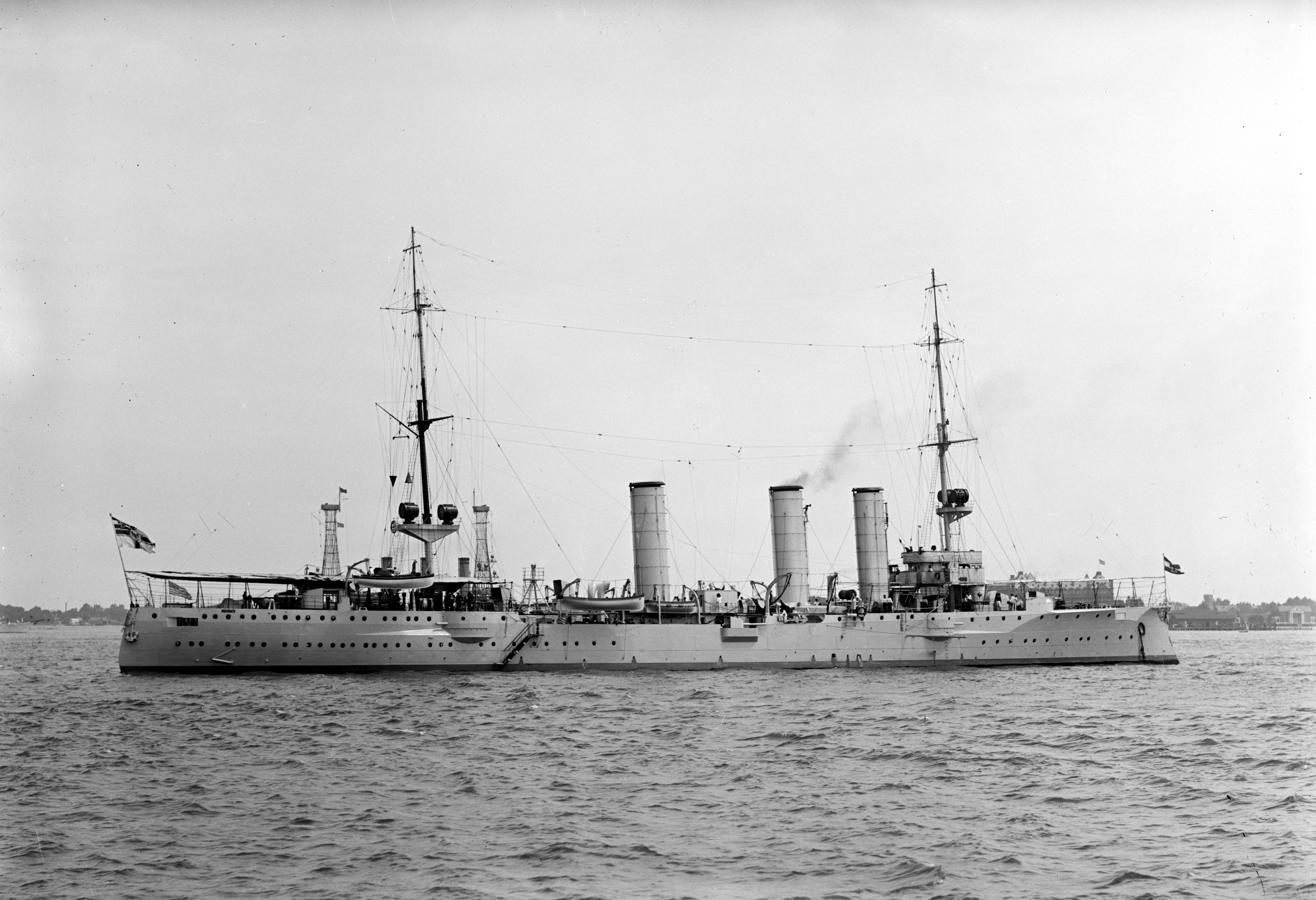
El Stettin durante una visita de una escuadra naval alemana a los EE. UU. en 1912.